# Comté d'Atkinson
Pour les articles homonymes, voir Atkinson.
Le comté d'Atkinson est un comté de Géorgie, aux États-Unis.

## Démographie
| 1920  | 1930  | 1940  | 1950  | 1960  | 1970  |
| ----- | ----- | ----- | ----- | ----- | ----- |
| 7 656 | 6 894 | 7 093 | 7 362 | 6 188 | 5 879 |

| 1980  | 1990  | 2000  | 2010  | - | - |
| ----- | ----- | ----- | ----- | - | - |
| 6 141 | 6 213 | 7 609 | 8 375 | - | - |